# Abbey Harkin
Abbey Harkin, née le 6 mai 1998, est une nageuse australienne.

## Biographie
Aux Championnats du monde en petit bassin 2018 à Hangzhou, elle remporte sa première médaille internationale avec le bronze sur le relais 4 × 200 m nage libre. Pour ses débuts internationaux, elle se qualifie pour la finale du 200 m quatre nages lors de ces mondiaux. Sélectionnée pour les Jeux olympiques de Tokyo en 2021, elle y concourt sur le 200 m brasse, mais est éliminée en séries (17e). 
Aux Championnats du monde 2023, à Fukuoka, elle gagne la médaille d'argent au relais 4 × 100 m quatre nages. Cette même année, elle remporte le championnat national sur 100 mètres brasse.

## Palmarès

### Championnats du monde

#### Grand bassin
- Championnats du monde 2023 à Fukuoka :
  -  Médaille d'argent du relais 4 × 100 m quatre nages.
- Championnats du monde 2024 à Doha :
  -  Médaille d'or du relais 4 × 100 m quatre nages.
  -  Médaille d'argent du relais 4 × 100 m nage libre.
  -  Médaille d'argent du relais 4 × 100 m nage libre mixte (participe uniquement aux séries).
  -  Médaille d'argent du relais 4 × 100 m quatre nages mixte (participe uniquement aux séries).
  -  Médaille de bronze du relais 4 × 200 m nage libre.